# Trans-Europ-Express

Logo des TEE

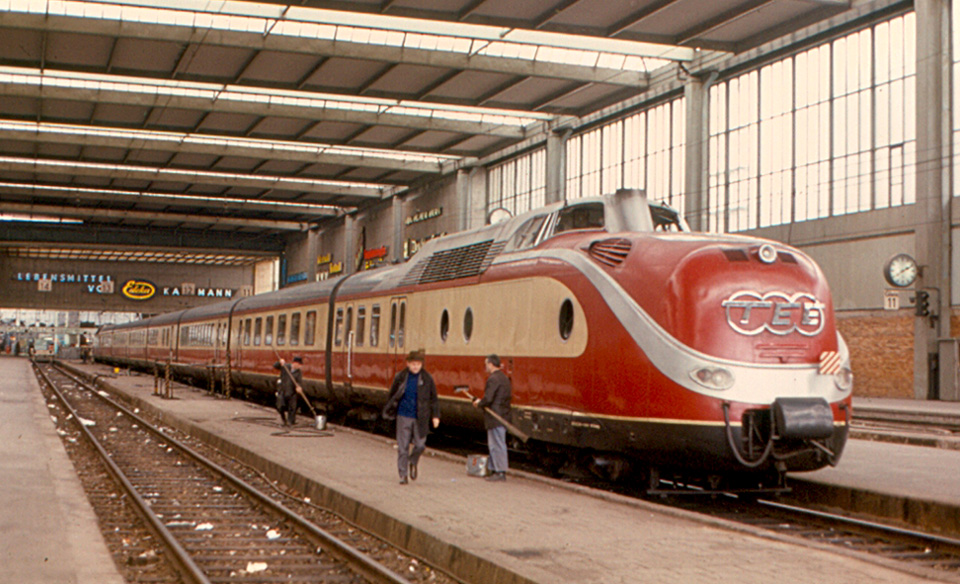
TEE Mediolanum mit einem Triebzug der Baureihe 601 in München (1970)

Trans-Europ-Express, abgekürzt TEE, häufig falsch als Trans-Europa-Express bezeichnet, war eine Zuggattung im internationalen Schienenpersonenfernverkehr, die von 1957 bis 1988 zwischen den Staaten der Europäischen Wirtschaftsgemeinschaft (EWG) sowie Österreich und der Schweiz verkehrte. Spanien schloss sich 1969 dem TEE-System an, gehörte aber erst ab 1986 der Europäischen Gemeinschaft (EG) an. TEE-Züge waren reservierungspflichtig und führten ausschließlich die erste Wagenklasse, darüber hinaus war ein Zuschlag erforderlich. Den Reisenden standen ein Zugsekretariat, eine Bordküche und ein Barwagen zur Verfügung. Abgelöst wurde der Trans-Europ-Express durch den EuroCity. Die Markenrechte für den Namen Trans-Europ-Express hält die Deutsche Bahn.

## Geschichte

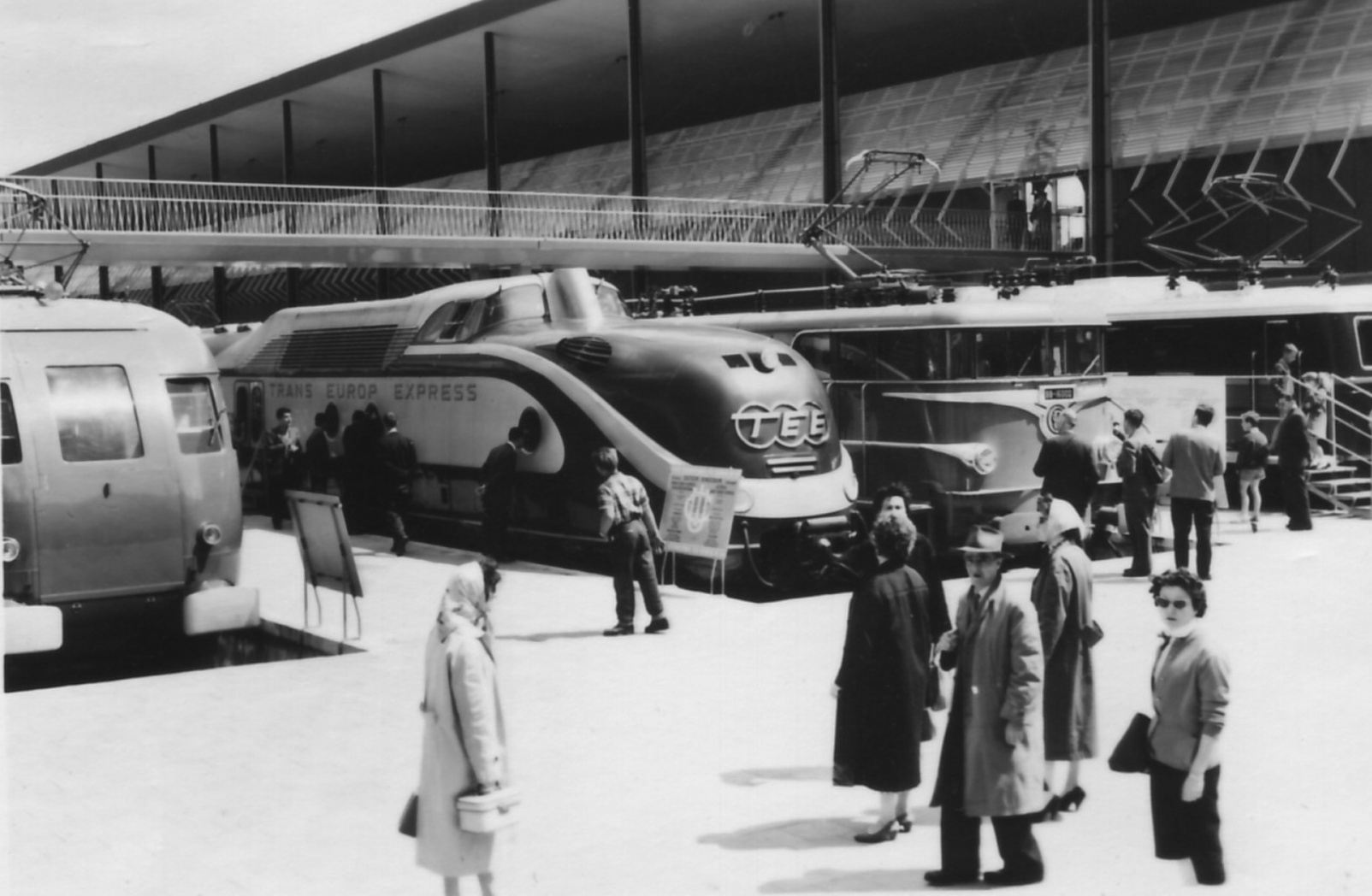
DB-Baureihe VT 11.5 auf der Weltausstellung 1958 in Brüssel

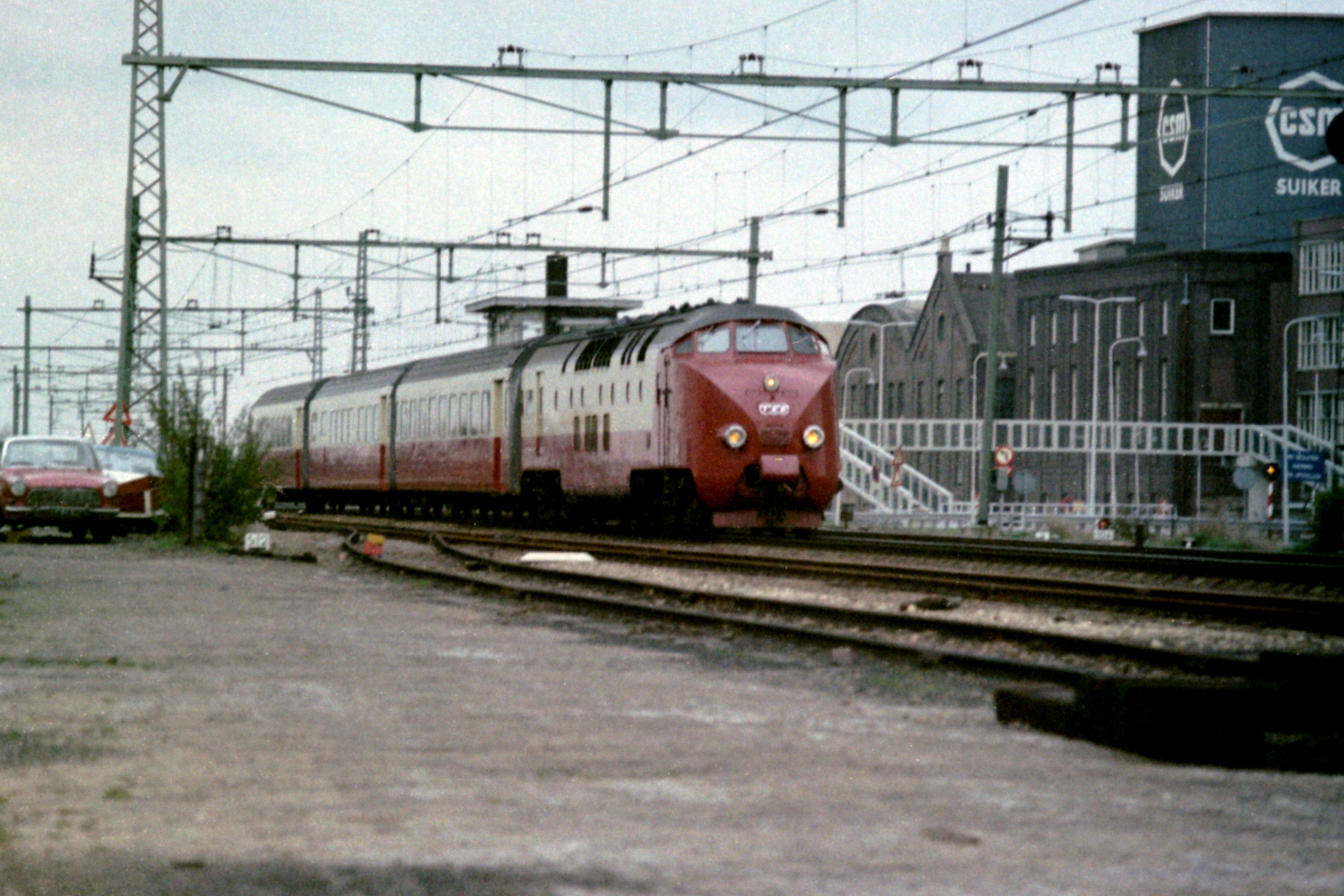
SBB RAm TEE / NS DE IV in TEE-Farben als TEE Edelweiss (1973)

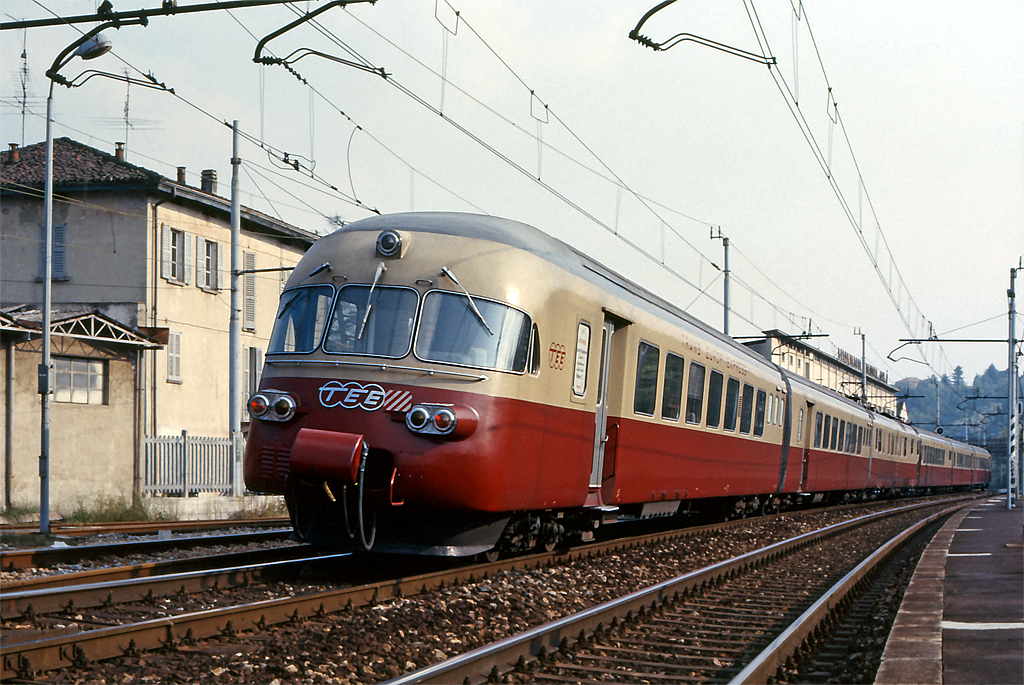
SBB RAe TEE II in TEE-Farben als TEE Gottardo (1988)

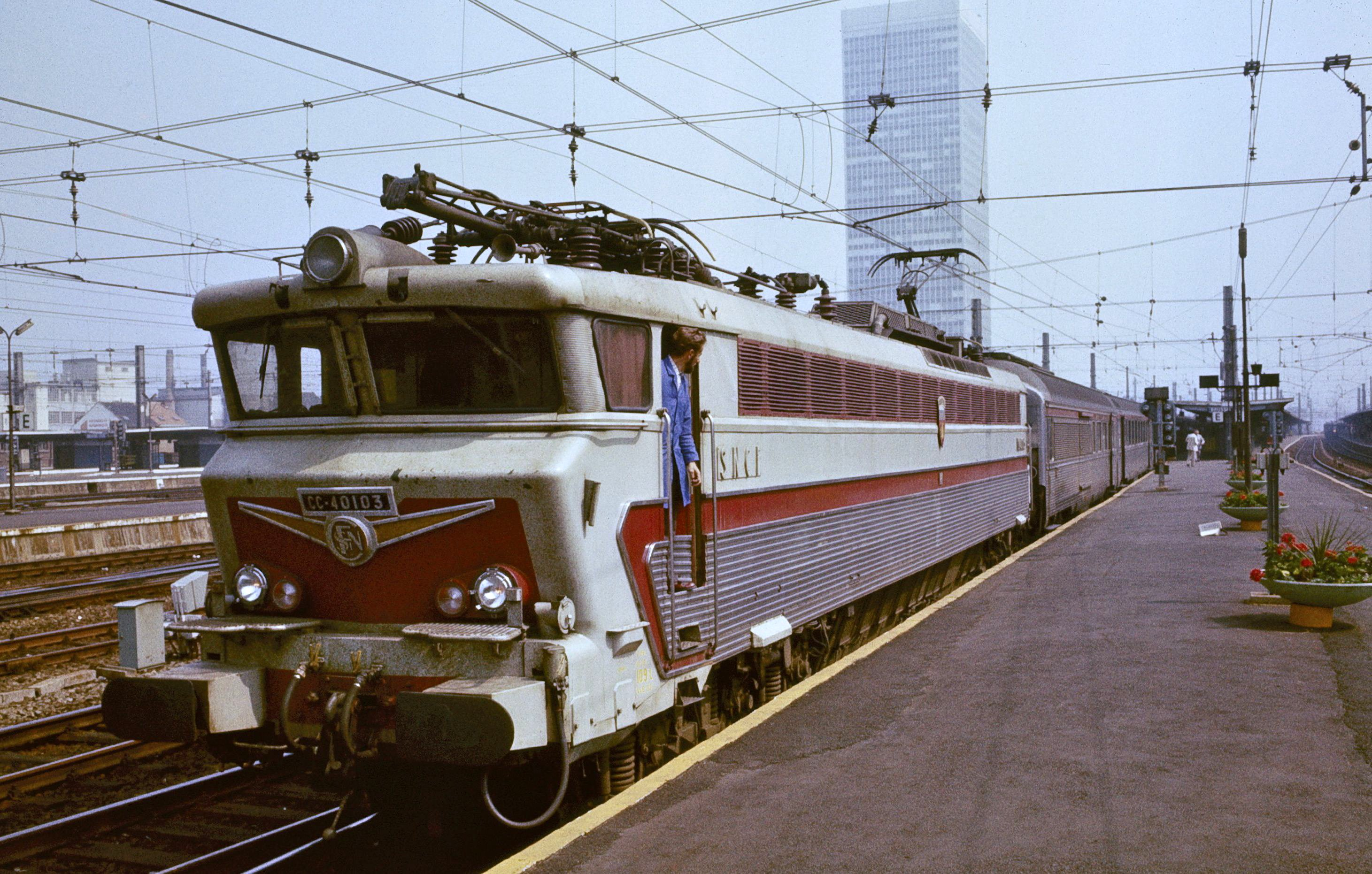
SNCF CC 40100 vor TEE L’Oiseau Bleu (1979)

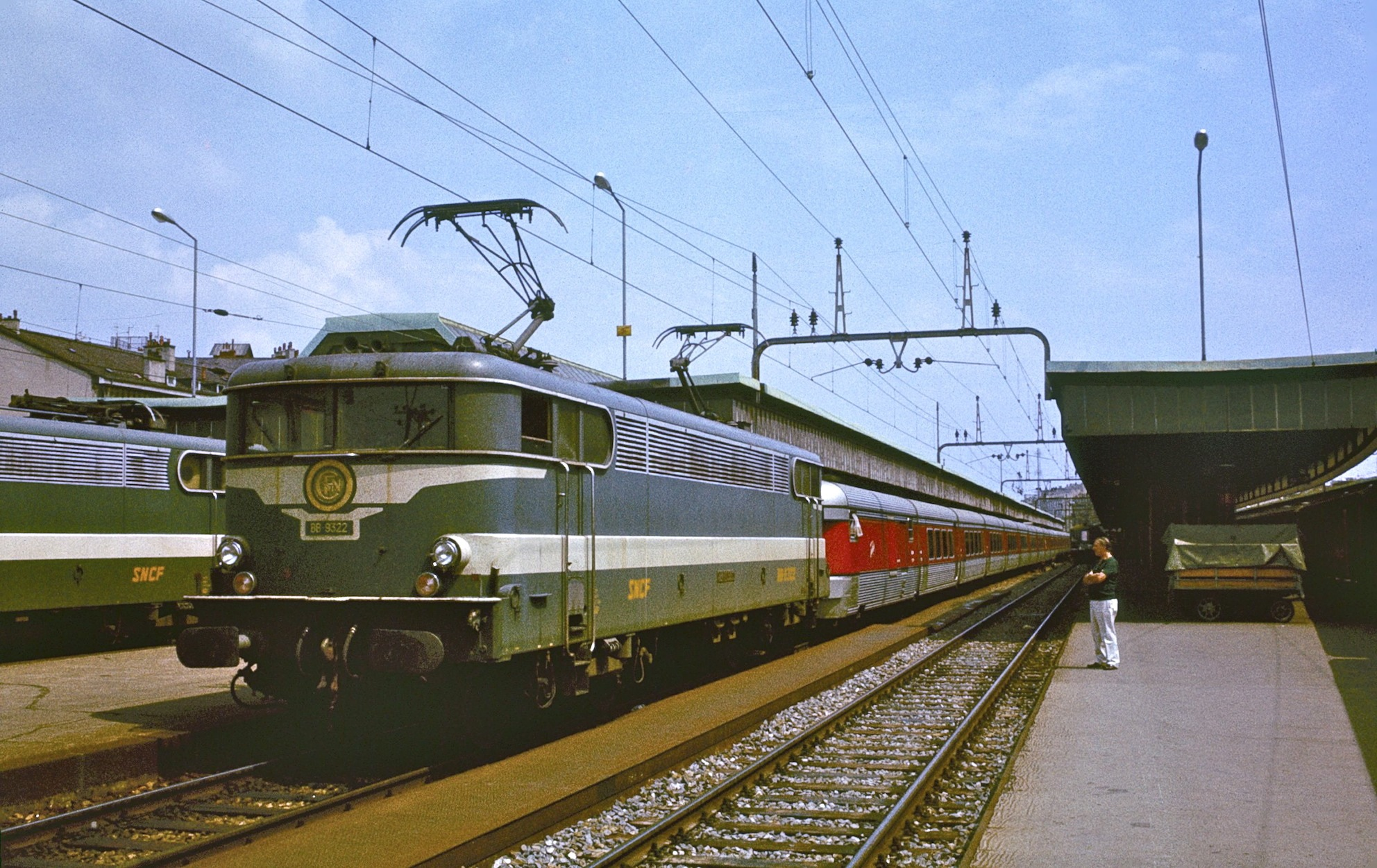
SNCF BB 9300 und Talgo III RD als TEE Catalan Talgo (1979)

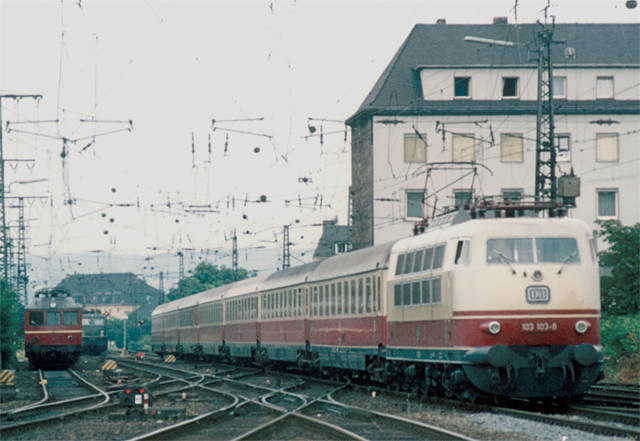
DB-Baureihe 103 vor einem TEE in Koblenz (1975)

Im November 1954 wurde die Trans-Europ-Express-Kommission mit Sitz in Den Haag gegründet. Dies geschah auf einen Vorschlag von Franciscus Querien den Hollander, des damaligen Präsidenten der Nederlandse Spoorwegen (NS). Gründungsmitglieder waren die Staatsbahnen von Belgien (NMBS/SNCB), der Niederlande (Nederlandse Spoorwegen), der Bundesrepublik Deutschland (DB), Frankreichs (SNCF), Italiens (FS), Luxemburgs (CFL) und der Schweiz (SBB). Die Staatsbahn Spaniens (RENFE) trat erst später bei. 
Ziel war es, zwischen den wichtigsten Städten der beteiligten Länder ein gemeinsames Netz hochwertiger, oberhalb des Schnellzugs angesiedelter Züge vor allem für Geschäftsreisende aufzubauen, um die Europäische Integration zu fördern und dem aufkommenden Flugverkehr ein Konkurrenz-Produkt entgegenzusetzen. Wegen der technischen Unzulänglichkeiten und des eingeschränkten Komforts damaliger Verkehrsflugzeuge, der starken Wetterabhängigkeit damaliger Flüge sowie der damals noch ungünstigen Lage und unzureichenden Verkehrsanbindung vieler Flughäfen waren Schnellzüge seinerzeit insbesondere für Geschäftsreisende eine echte Alternative zum Flugzeug. Pass- und Zollkontrollen in den Zügen sollten während der Fahrt stattfinden, so dass sich die Reisegeschwindigkeit durch Entfall der Grenzaufenthalte weiter erhöhte. 
Die Entwicklung gemeinsamer Züge war damals in Anbetracht nationaler Vorschriften und verschiedener Stromsysteme noch nicht in Sicht. Zudem bestanden in den beteiligten Ländern unterschiedliche Vorstellungen hinsichtlich der Gestaltung und Ausstattung der Züge.
Gemeinsame Kriterien für die Fahrzeuge waren:
- Dieseltriebzüge mit 140 km/h Höchstgeschwindigkeit, maximal 18 Tonnen Achslast und hoher Laufruhe
- mindestens 120 Sitzplätze, nicht mehr als drei Sitze je Reihe
- Bordküche
- Räume für Pass- und Zollkontrolle während der Fahrt
- Einheitliche Lackierung in beige und weinrot; bei der DB, NS und SBB RAL 1001 beige und RAL 3004 purpurrot. Die SNCF verwendete die Farben Beige 2ème classe PLM und SNCF 603 bordeaux TEE, die FS Giallo Sabbia FS 006-169 und Rosso Bordeaux FS 006-148.[3]

Da viele internationale Strecken noch nicht elektrifiziert und Mehrsystemzüge noch nicht fertig entwickelt waren, wurden in der ersten Generation nur Dieseltriebzüge bestellt. Die Strecken ließen in den 1950er Jahren nur Geschwindigkeiten bis 140 km/h zu.
Am 2. Juni 1957 wurde der TEE-Betrieb aufgenommen. Da die beteiligten Staaten sich nicht auf einheitliche Züge einigen konnten, setzten die Staatsbahnen von Frankreich (SNCF) ihren RGP1 (SNCF X 2770), Italien (FS) den ALn 442/448, Deutschland (DB) die Triebzüge VT 08.5 und VT 11.5 und die Niederlande (NS) zusammen mit der Schweiz (SBB) die Gemeinschaftsentwicklung SBB RAm TEE / NS DE IV, eigene moderne Verbrennungstriebwagen, zum Start ein. Die belgische Staatsbahn NMBS/SNCB stellte erst später, die luxemburgische CFL gar keine Fahrzeuge.
Während in den französischen und italienischen Triebwagen die Fahrgäste mit Mahlzeiten und Getränken am Platz bedient wurden, führten die schweizerisch-niederländischen und deutschen Züge einen Speisewagen, die deutschen VT 11.5 zusätzlich einen Barwagen mit einem zweiten Speiseraum.
Die fortschreitende Elektrifizierung, die Erhöhung der Geschwindigkeiten und steigende Fahrgastzahlen führten dazu, dass die Züge der Erstausstattung keine lange Einsatzzeit als TEE hatten. Die SNCF X 2770 wurden bereits 1965 auf Inlandsstrecken versetzt, die FS ALn 442/448 und DB 601 verkehrten bis 1972 als TEE, die SBB/NS RAm bis 1974.
1961 folgte der erste Elektrotriebzug der Baureihe SBB RAe TEE II, der für die vier im Verkehrsbereich gebräuchlichen Stromsysteme geeignet war. Im gleichen Jahr starteten grenzüberschreitende Güterzüge als TEEM.
Um die Züge den Fahrgastzahlen besser anpassen zu können, wurden bei der SNCF ab 1963 und bei der DB ab 1965 in neuen TEE-Verbindungen schnelle moderne Elektrolokomotiven und besonders komfortable Erste-Klasse-Wagen eingesetzt. Für die Verbindungen zwischen den Benelux-Staaten, Frankreich und Deutschland verwendeten die SNCF, SNCB und die DB Mehrsystemlokomotiven. Hingegen wurden regelmäßig, unter anderem in Emmerich am Rhein, Basel, Chiasso und auf dem Brenner, die Lokomotiven gewechselt.
1969 waren 28 TEE-Züge im Einsatz, nämlich 17 lokomotivbespannte Kompositionen aus SNCF- oder DB-Wagen, vier elektrische Vierstrom-Züge SBB RAe TEE II und sieben Dieseltriebzüge, darunter vier Triebzüge FS ALn 442/448.
Im Jahr 1971 wurden fast alle TEE-Züge in Deutschland in den Zwei-Stunden-Taktfahrplan der damals rein erstklassigen InterCity-Züge integriert.
Im selben Jahr entgleiste der TEE Bavaria in Aitrang im Allgäu. Bei diesem Zugunglück starben 28 Menschen.
1979 wurden viele TEE in Deutschland durch InterCity-Züge mit zwei Wagenklassen ersetzt.
Im Jahr 1982 wurde der Lufthansa-Airport-Express (LHA) zwischen Flughafen Düsseldorf und Flughafen Frankfurt Main eingerichtet. Er wurde von der Deutschen Bundesbahn bis zum Fahrplanwechsel am 28. Mai 1988 innerbetrieblich ebenfalls als TEE geführt, danach als Intercity. Schon im Jahr zuvor wurde mit dem EuroCity eine neue europäische Zuggattung für Qualitätszüge mit erster und zweiter Klasse eingeführt.
Am 24. September 1988 verkehrte der letzte TEE zwischen Zürich und Mailand. Ab dem Folgetag war er ebenfalls als EuroCity und mit neuem Wagenmaterial unterwegs. Die fünf TEE-Garnituren wurden umgebaut.
1993 wurden die ausschließlich ohne Zwischenhalt zwischen Brüssel und Paris verkehrenden EuroCity-Züge (Einsatz von INOX-TEE-Wagen) ein letztes Mal unter der Bezeichnung „TEE“ eingesetzt, jedoch bereits mit Wagen erster und zweiter Klasse. Zum darauf folgenden Sommerfahrplan verschwand allerdings das Produkt „TEE“ in Frankreich zugunsten des TGV.
Bis 1999 wurden in der Schweiz die TGV-Anschlusszüge von Bern über Neuenburg nach Frasne noch durch revidierte SBB RAe TEE II-Kompositionen bedient.
Seit 2003 verkehrt der farblich in den Ursprungszustand zurückversetzte SBB RAe TEE II für SBB Historic im Charter- und Touristikverkehr.
2004 lief die Restaurierung eines TEE-Zuges durch die Deutsche Bahn. Die geschätzten Kosten von drei Millionen Euro sollten durch 90 bis 100 Fahrten pro Jahr sichergestellt werden.
Seit 2007 verkehrt unter dem Produktnamen TEE Rheingold für das Verkehrsmuseum Nürnberg eine Garnitur TEE-Wagen einschließlich eines Aussichtswagens mit zwei Lokomotiven der Baureihe 103 im Charter- und Touristikverkehr.

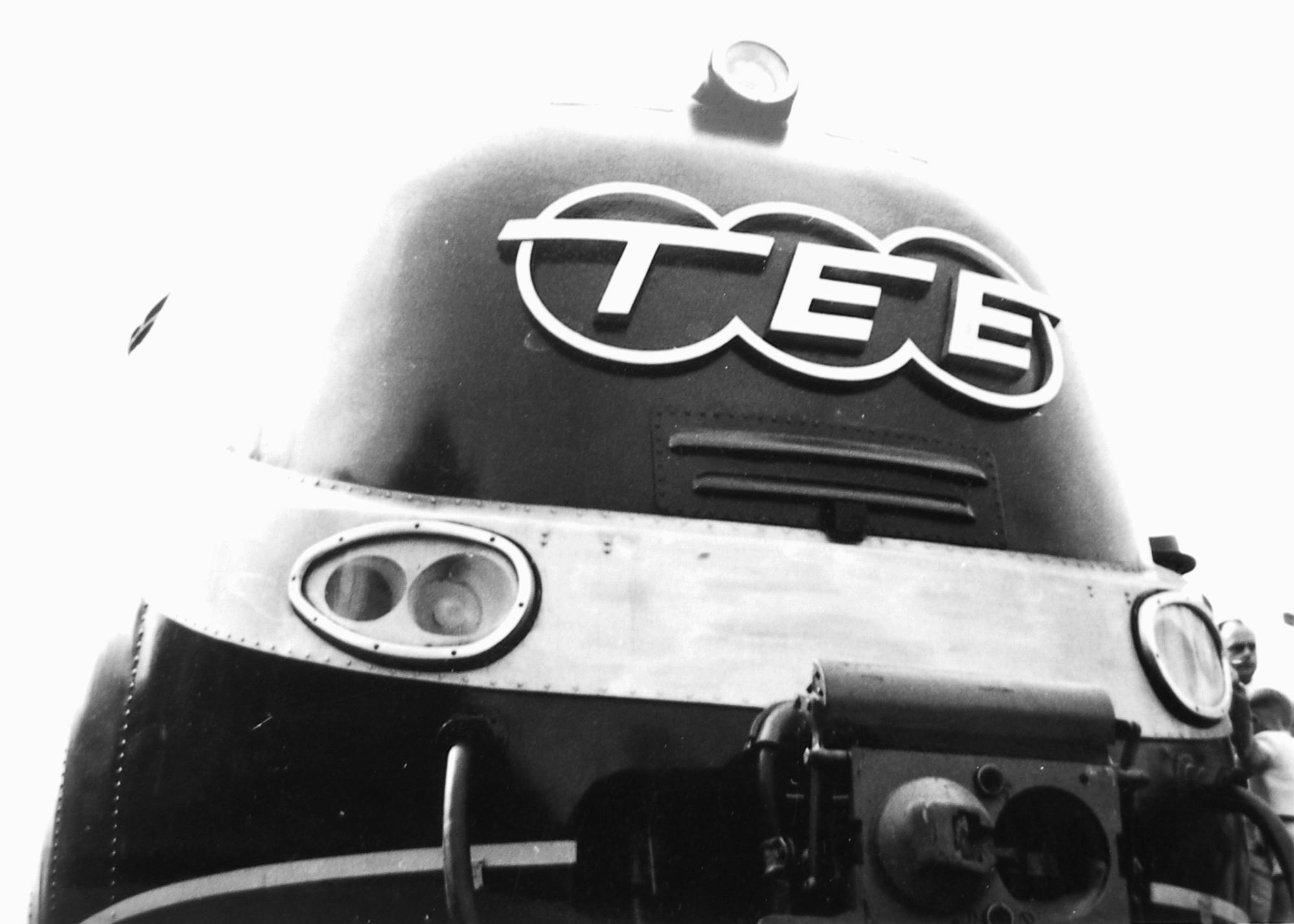
DB-Baureihe VT 11.5 in TEE-Farben, Frontansicht, 1959
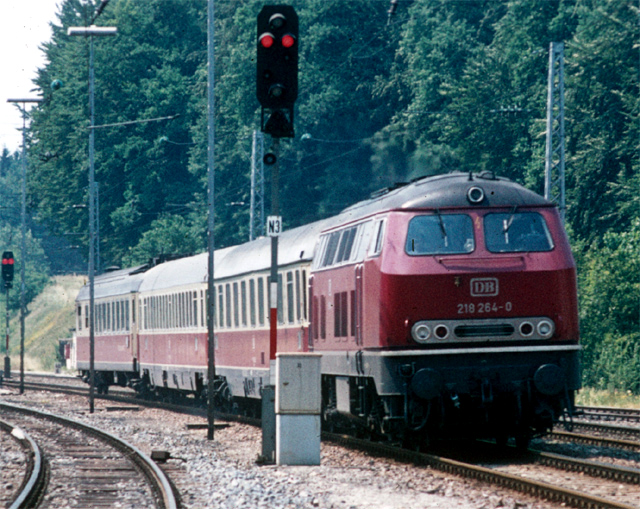
DB-Baureihe 218 vor TEE Bavaria
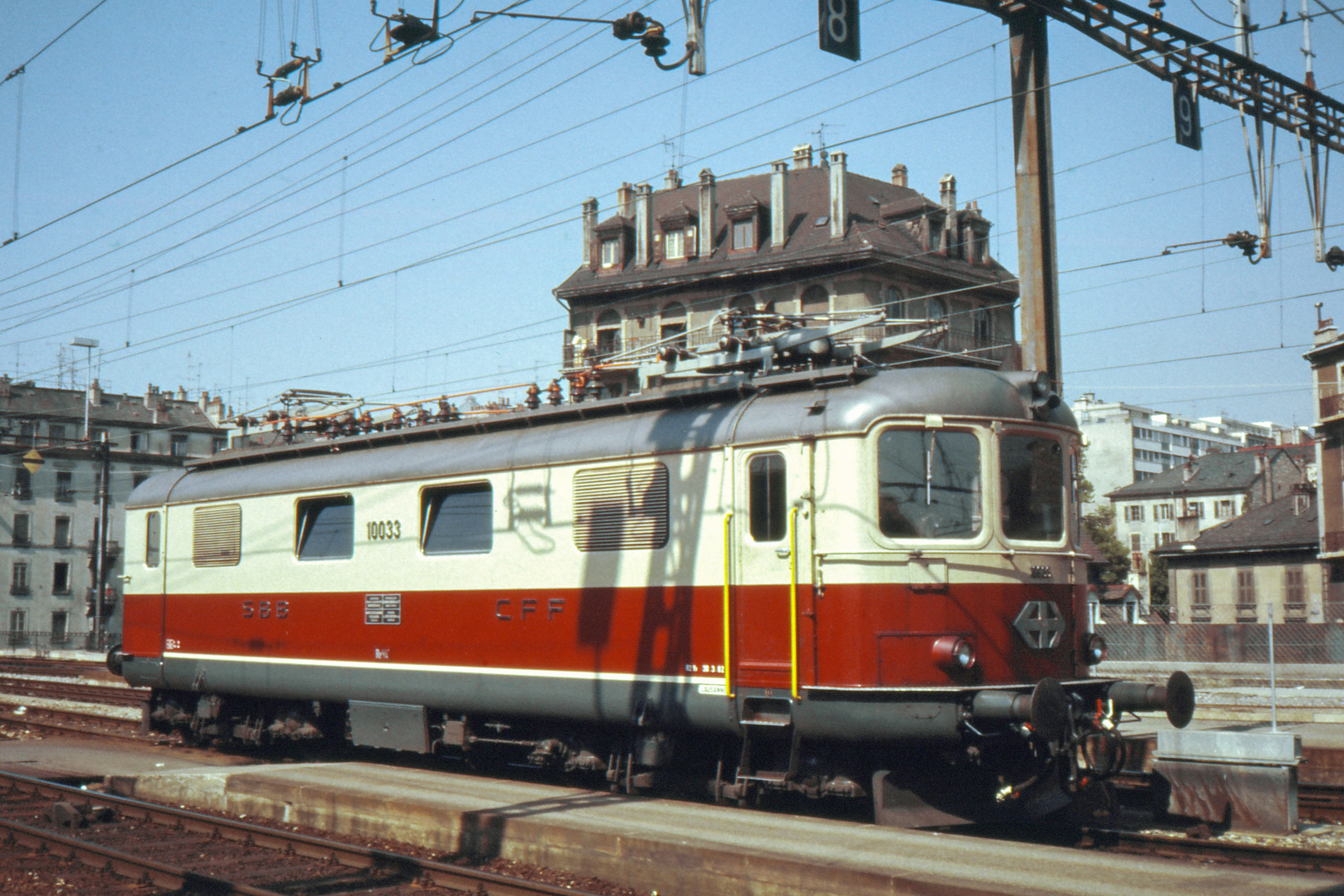
SBB Re 4/4 I 10033 in TEE-Farben
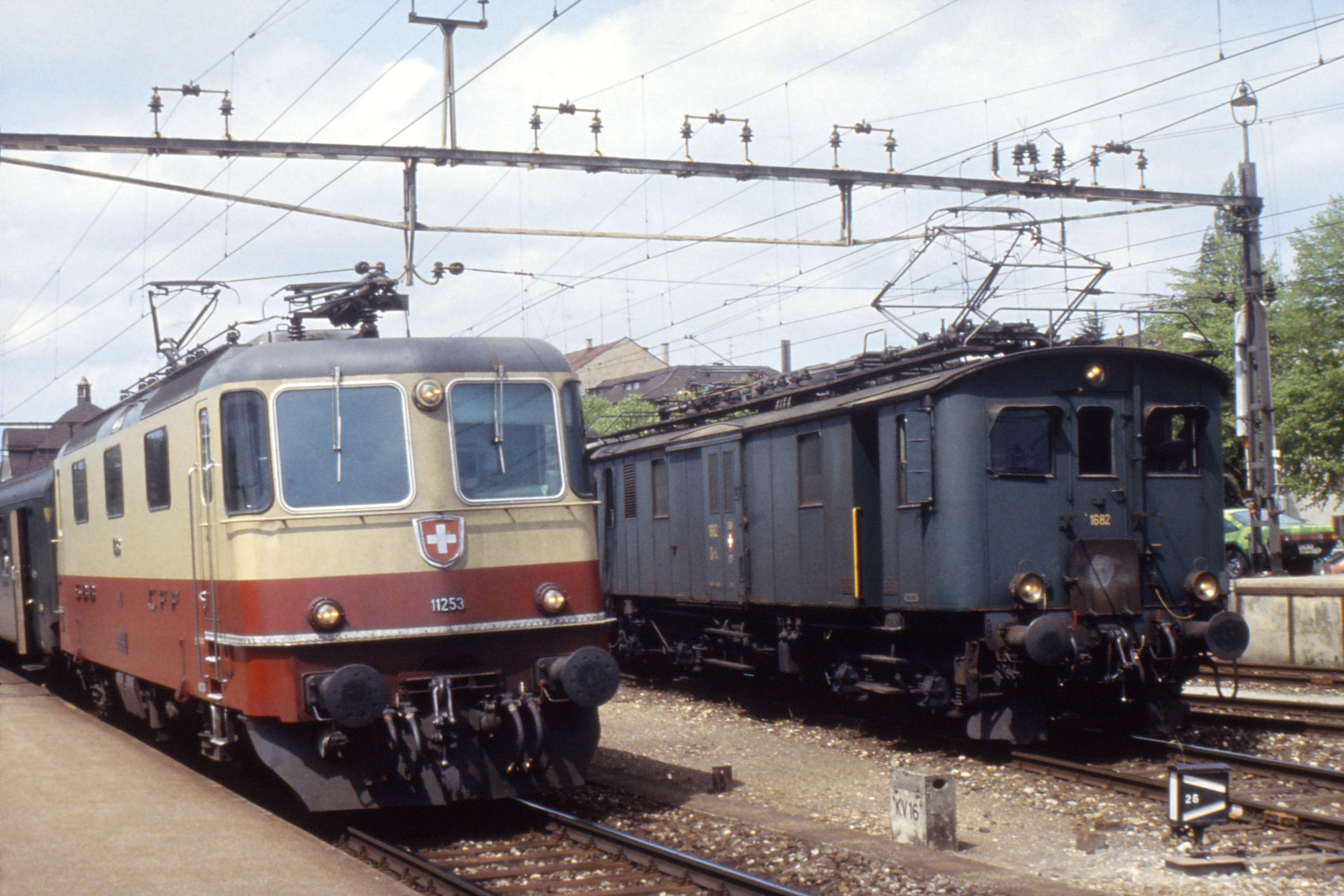
SBB Re 4/4 II 11253 in TEE-Farben
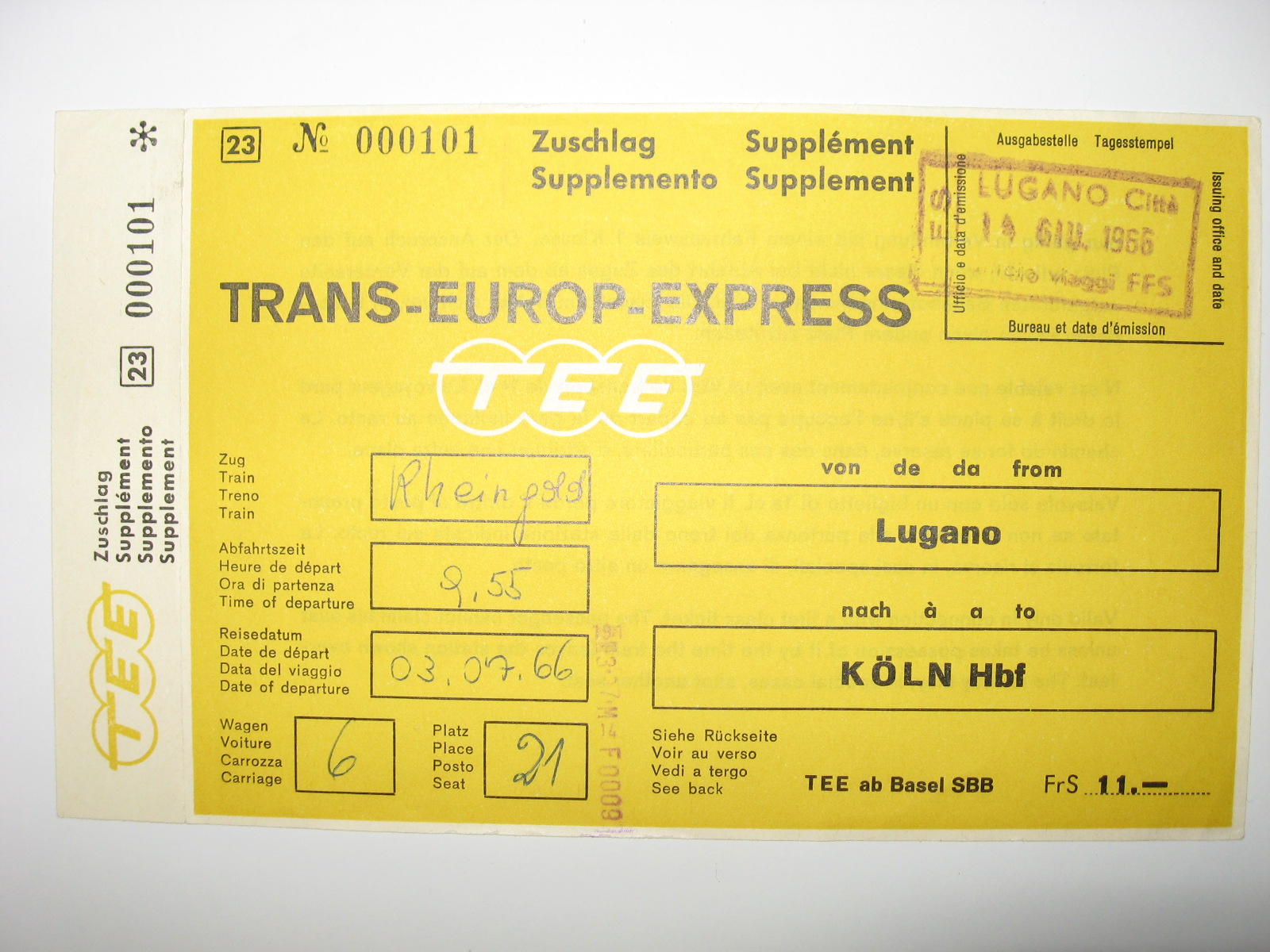
TEE-Zuschlag

## Fahrzeugeinsatz (Deutschland)

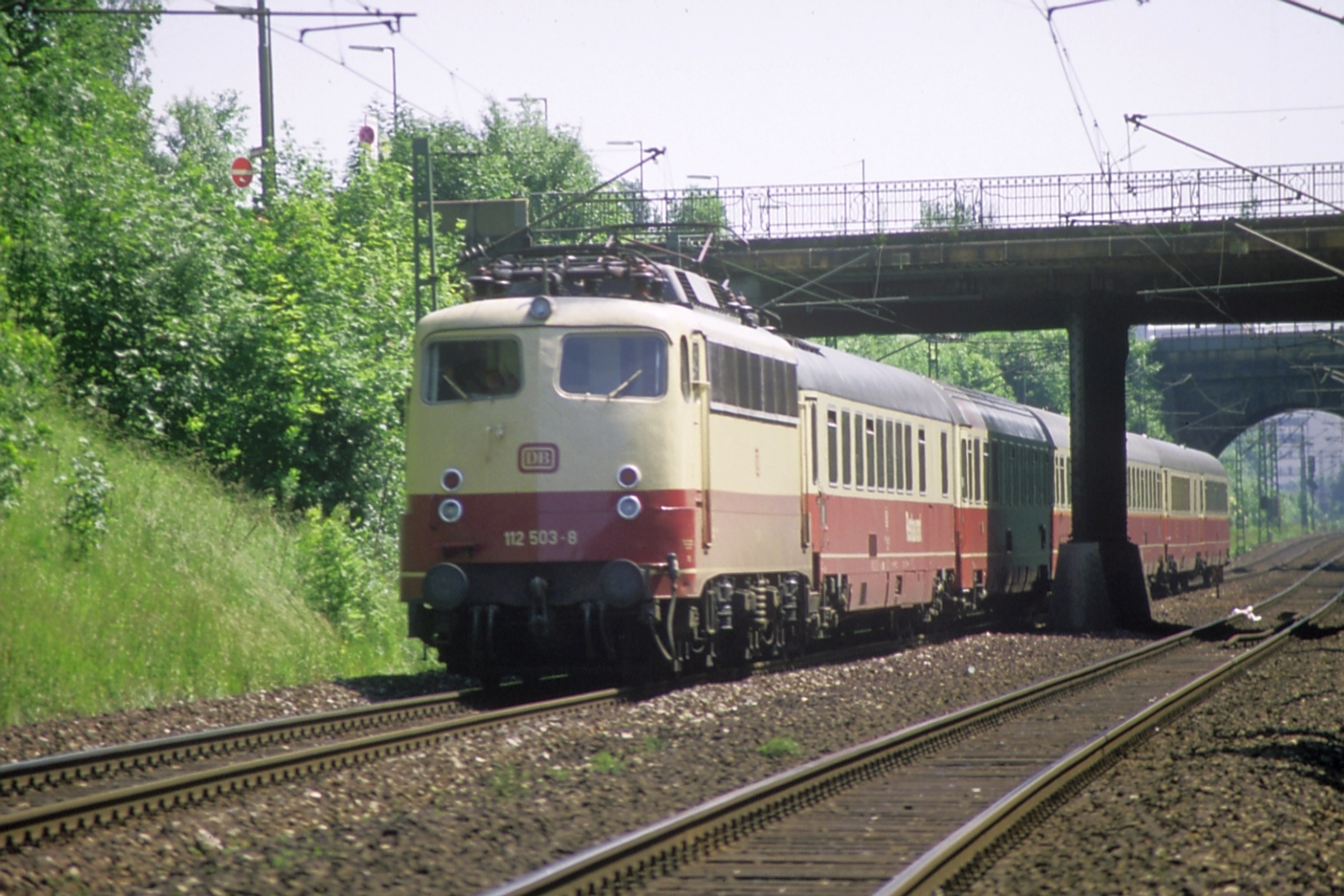
TEE „Rheingold“, gezogen von einer Lokomotive der Baureihe 112 1986 auf dem Münchner Südring

In Deutschland wurden die TEE-Züge ursprünglich hauptsächlich mit Dieseltriebwagen der Baureihe VT 115 gefahren. Die Deutsche Bundesbahn kaufte 1957 dazu 19 VT 11.5-Triebwagen. Die Züge fielen durch ihre stromlinienförmigen Triebköpfe auf, deren anfänglich 810 kW (1100 PS) leistende Dieselmotoren von Maybach eine Reisegeschwindigkeit von 140 km/h ermöglichten. Anfänglich, vor Ablieferung der Baureihe VT 11.5, waren auch Triebwagen der Baureihe VT 085 eingesetzt.
Ab 1965 kamen mit elektrischen Lokomotiven der Baureihen E 03 und E 10.12 bespannte Wagenzüge zum Einsatz; letztere Lokomotiven waren eine besondere Version der Baureihe E 10, deren Höchstgeschwindigkeit für den TEE-Verkehr auf 160 km/h heraufgesetzt worden war. Zuerst wurden die bereits seit 1962 verkehrenden Garnituren des Rheingold und Rheinpfeil in die TEE-Farben umlackiert, später ähnliche Fahrzeuge für die anderen TEE-Züge weiterbeschafft. Die Züge bestanden aus klimatisierten Abteilwagen und Großraumwagen erster Klasse, einem Speisewagen und in vielen Fällen einem Aussichtswagen oder Barwagen.
Ab den 1970er Jahren ermöglichten Ausbaustrecken Geschwindigkeiten bis 200 km/h bei den mit der Baureihe 103 bespannten Zügen. Die Wagen wurden mit Schlingerdämpfern und Magnetschienenbremsen nachgerüstet, Dampfheizungen und Achsgeneratoren konnten entfernt werden, da die Wagen nun über die Zugsammelschiene mit Energie versorgt wurden.

## Liste der TEE-Züge/Verbindungen

TEE-Netz 1957 (Sommer)

TEE-Netz 1961 (Sommer)

TEE-Netz 1965 (Sommer)

TEE-Netz 1971 (Winter)

TEE-Netz 1974 (Winter)

TEE-Netz 1979 (Sommer)

TEE-Netz 1984 (Sommer)

TEE-Netz 1987 (Sommer)

| Zugnummer                         | Name                      | Zuglauf                                                   | von                | bis                |
| --------------------------------- | ------------------------- | --------------------------------------------------------- | ------------------ | ------------------ |
| TEE 92/93                         | Adriatico                 | Milano C – Bari                                           | 3. Juni 1973       | 30. Mai 1987       |
| TEE 8/9                           | Albert Schweitzer         | Dortmund – Straßburg                                      | 2. Juni 1980       | 27. Mai 1983       |
| TEE 78/79                         | Ambrosiano                | Milano C – Roma Termini                                   | 26. Mai 1974       | 30. Mai 1987       |
| TEE 1/2                           | Aquitaine                 | Paris Gare d’Austerlitz – Bordeaux                        | 23. Mai 1971       | 30. Mai 1984       |
| TEE 64/65                         | Arbalète                  | Paris Gare de l’Est – Zürich                              | 2. Juni 1957       | 26. Mai 1979       |
| TEE 88/89                         | Aurora                    | Roma Termini – Reggio Calabria                            | 26. Mai 1974       | 31. Mai 1975       |
| TEE 14/15                         | Bacchus                   | Dortmund – Stuttgart – München                            | 28. Mai 1979       | 30. Mai 1980       |
| TEE 66/67                         | Bavaria                   | Zürich – München                                          | 28. September 1969 | 21. Mai 1977       |
| TEE 84/85                         | Brabant                   | (Amsterdam CS –) Brüssel-Süd – Paris Gare du Nord         | 26. Mai 1963       | 2. Juni 1984       |
| TEE 90/91                         | Blauer Enzian             | Hamburg-Altona – Klagenfurt                               | 30. Mai 1965       | 26. Mai 1979       |
| TEE 74/75                         | Capitole du matin         | Paris Gare d’Austerlitz – Toulouse-Matabiau               | 27. September 1970 | 23. Mai 1982       |
| TEE 76/77                         | Capitole du soir          | Paris Gare d’Austerlitz – Toulouse-Matabiau               | 27. Mai 1970       | 29. September 1984 |
| TEE 83/84                         | Catalan-Talgo             | Genf-Cornavin – Barcelona                                 | 1. Juni 1969       | 22. Mai 1982       |
| TEE 22/23                         | Cisalpin                  | Paris Gare de Lyon – Milano C                             | 1. Juli 1971       | 21. Januar 1984    |
| TEE 68/69                         | Colloseum                 | Milano C – Roma Termini                                   | 3. Juni 1984       | 30. Mai 1987       |
| TEE 36/37                         | Cycnus                    | Milano C – Ventimiglia                                    | 30. September 1973 | 27. Mai 1978       |
| TEE 42/43                         | Diamant (I)               | Antwerpen – Dortmund                                      | 30. Mai 1965       | 29. Mai 1976       |
| TEE 80/81                         | Diamant (II)              | Hamburg-Altona – München                                  | 27. Mai 1979       | 27. Mai 1981       |
| TEE 90/93                         | Edelweiss                 | Amsterdam CS – Zürich HB                                  | 2. Juni 1957       | 26. Mai 1979       |
| TEE 26/27                         | Erasmus                   | Den Haag – München                                        | 3. Juni 1973       | 31. Mai 1980       |
| TEE 4/5                           | Étendard                  | Paris Gare d’Austerlitz – Bordeaux                        | 26. August 1971    | 30. Mai 1984       |
| TEE 82/85                         | L’Étoile du Nord          | Amsterdam CS – Paris Gare du Nord                         | 2. Juni 1957       | 26. Juni 1984      |
| TEE 34/35                         | Faidherbe                 | Paris Gare du Nord – Tourcoing                            | 2. Oktober 1978    | 1. Juni 1991       |
| TEE 16/17                         | Friedrich Schiller        | Dortmund – Stuttgart                                      | 27. Mai 1979       | 19. Mai 1982       |
| TEE 14/15                         | Gambrinus                 | Hamburg-Altona – München                                  | 29. Mai 1978       | 27. Mai 1983       |
| TEE 36/37                         | Gayant                    | Paris Gare du Nord – Tourcoing                            | 2. Oktober 1978    | 30. Mai 1986       |
| TEE 50/51                         | Goethe (I)                | Paris Gare de l’Est – Frankfurt (Main) Hauptbahnhof       | 31. Mai 1970       | 31. Mai 1975       |
| TEE 24/25                         | Goethe (II)               | Dortmund – Frankfurt (Main)                               | 27. Mai 1978       | 27. Mai 1983       |
| TEE 58/59                         | Gottardo                  | Zürich HB – Milano C                                      | 1. Juli 1961       | 24. September 1988 |
| TEE 28/29                         | Heinrich Heine            | Dortmund – Frankfurt (Main)                               | 27. Mai 1979       | 27. Mai 1983       |
| TEE 78/79                         | Helvetia                  | Hamburg-Altona – Zürich HB                                | 2. Juni 1957       | 26. Mai 1979       |
| TEE 88/81                         | L’Île de France           | Amsterdam CS – Paris Gare du Nord                         | 2. Juni 1957       | 28. Mai 1981       |
| TEE 91/92                         | Iris                      | Brüssel-Süd – Zürich HB                                   | 26. Mai 1974       | 30. Mai 1981       |
| TEE 30/31                         | Jules Verne               | Paris Gare Montparnasse – Nantes                          | 28. September 1980 | 22. September 1989 |
| TEE 60/61                         | Kléber                    | Paris Gare de l’Est – Straßburg                           | 23. Mai 1971       | 23. September 1988 |
| TEE 24/25                         | Lemano                    | Milano C – Genf-Cornavin                                  | 1. Juni 1958       | 22. Mai 1982       |
| TEE 45-46/47-48                   | Ligure                    | Marseille St-Charles – Milano C                           | 5. August 1957     | 22. Mai 1982       |
| TEE 12/13                         | Le Lyonnais               | Paris Gare de Lyon – Lyon Perrache                        | 9. Februar 1969    | 26. September 1976 |
| TEE 84/85                         | Mediolanum                | München – Milano C                                        | 15. Oktober 1957   | 2. Juni 1984       |
| TEE 86/79                         | Memling                   | Brüssel-Süd – Paris Gare du Nord                          | 29. September 1974 | 1. Juni 1984       |
| TEE 34/35                         | Merkur                    | København – Stuttgart                                     | 26. Mai 1974       | 27. Mai 1978       |
| TEE 10/11                         | Le Mistral                | Paris Gare de Lyon – Nice-Ville                           | 30. Mai 1965       | 26. September 1981 |
| TEE 23/24                         | Mont Cenis                | Lyon-Perrache – Milano C                                  | 2. Juni 1957       | 30. September 1972 |
| TEE 40/41                         | Molière                   | Köln – Paris Gare du Nord                                 | 2. Juni 1957       | 25. Mai 1979       |
| TEE 80/89                         | Oiseau Bleu               | Brüssel-Süd – Paris Gare du Nord                          | 2. Juni 1957       | 2. Juni 1984       |
| TEE 40/41                         | Paris Ruhr                | Paris – Dortmund                                          | 2. Juni 1957       | 2. Juni 1972       |
| TEE 32/33                         | Parsifal                  | Hamburg-Altona – Paris Gare du Nord                       | 29. September 1957 | 26. Mai 1979       |
| TEE 86/87                         | Prinz Eugen (I)           | Bremen – Wien Westbahnhof                                 | 25. September 1971 | 29. Mai 1976       |
| TEE 26/27                         | Prinz Eugen (II)          | Hannover – Köln – Wien Westbahnhof                        | 30. Mai 1976       | 27. Mai 1978       |
| TEE 10/11                         | Rembrandt                 | Amsterdam CS – Stuttgart – München                        | 28. Mai 1967       | 28. Mai 1983       |
| TEE 22/23                         | Rhein-Main                | Frankfurt – Amsterdam                                     | 2. Juni 1957       | 27. Mai 1972       |
| TEE 6/7                           | Rheingold                 | Amsterdam CS – Genf Cornavin                              | 30. Mai 1965       | 30. Mai 1987       |
| TEE 16/17                         | Rheingold (Flügelzug)     | Amsterdam CS – Salzburg                                   | 29. Mai 1983       | 30. Mai 1987       |
| TEE 21/22                         | Rheinpfeil                | Dortmund – München                                        | 30. Mai 1965       | 25. September 1971 |
| TEE 74/75                         | Roland (I)                | Bremen – Milano C                                         | 1. Juni 1969       | 26. Mai 1979       |
| TEE 90/91                         | Roland (II)               | Bremen – Stuttgart                                        | 28. Mai 1979       | 29. Mai 1980       |
| TEE 78/79                         | Rubens                    | Brüssel-Süd – Paris Gare du Nord                          | 29. September 1974 | 27. Mai 1987       |
| TEE 16/17                         | Le Rhodanien              | Paris Gare de Lyon – Marseille C                          | 23. Mai 1971       | 29. September 1978 |
| TEE 28/29                         | Saphir                    | Ostende – Dortmund später: Brüssel-Süd – Frankfurt (Main) | 2. Juni 1957       | 26. Mai 1979       |
| TEE 68/69                         | Settebello                | Milano C – Roma Termini                                   | 26. Mai 1974       | 2. Juni 1984       |
| TEE 62/63                         | Stanislas                 | Paris Gare de l’Est – Straßburg                           | 24. Mai 1971       | 25. September 1982 |
| TEE 56/57                         | Ticino                    | Zürich HB – Milano C                                      | 1. Juli 1961       | 25. Mai 1974       |
| TEE 22/23                         | Van Beethoven             | Amsterdam CS – Frankfurt (Main)                           | 2. Juni 1957       | 26. Mai 1979       |
| TEE 94/95                         | Vesuvio                   | Milano C – Napoli                                         | 30. September 1973 | 30. Mai 1987       |
| TEE 38/39                         | Watteau                   | Paris Gare du Nord – Tourcoing                            | 2. Oktober 1978    | 1. Juni 1991       |
| TEE 61/62, ab 1986: TEE 1001/1002 | Lufthansa-Airport-Express | Düsseldorf Flughafen – Frankfurt (Main) Flughafen         | 27. März 1982      | 28. Mai 1988       |
| TEE 63/64, ab 1986: TEE 1003/1004 | Lufthansa-Airport-Express | Düsseldorf Flughafen – Frankfurt (Main) Flughafen         | 27. März 1982      | 28. Mai 1988       |
| TEE 65/66, ab 1986: TEE 1005/1006 | Lufthansa-Airport-Express | Düsseldorf Flughafen – Frankfurt (Main) Flughafen         | 27. März 1982      | 28. Mai 1988       |
| TEE 67/68, ab 1986: TEE 1007/1008 | Lufthansa-Airport-Express | Düsseldorf Flughafen – Frankfurt (Main) Flughafen         | 27. März 1982      | 28. Mai 1988       |

Stand: Zugnummern und Zuglauf zum Zeitpunkt der Einstellung des Zuges

## Konzeptstudie TransEuropExpress (TEE) 2.0
Im September 2020 wurde vom deutschen Bundesministerium für Verkehr und digitale Infrastruktur ein Fahrplan- und Grobkonzept „TransEuropExpress (TEE) 2.0 – Grenzüberschreitender Hochgeschwindigkeits- und Nachtverkehr auf der Schiene für den Klimaschutz“ vorgestellt. Das Konzept sieht zunächst vier, später vier weitere Zugpaare mit schnellfahrenden Zügen über große Entfernungen durch mehrere Länder vor. Zunächst sollte je ein Zugpaar täglich die Linien Paris–Warschau, Amsterdam–Rom, Berlin–Barcelona und Amsterdam–Barcelona mit Fahrzeiten von ca. 10 bis 14½ Stunden befahren. Nach Fertigstellung von drei Tunnelprojekten käme je ein Zugpaar Berlin–Rom, Paris–Budapest, Paris–Stockholm und Stockholm–München hinzu. Zusätzlich wurden acht Nachtzugverbindungen über die zum Teil gleichen Linien vorgeschlagen. Nur bei zwei der acht Linien hat eines der angedachten Hochgeschwindigkeits-Triebfahrzeuge eine Zulassung für die gesamte Achse. In 7 von 15 zu bedienenden Ländern hat keines der Fahrzeuge eine Zulassung.
Dass der TEE 2.0 wirklich eine Konkurrenz zum Flugzeug werden könnte, werten manche Beobachter angesichts der Präsentation als unwahrscheinlich. Laut einem Brief des Bundesministeriums für Digitales und Verkehr (BMDV) vom Juli 2024 liegen für den Zeitraum seit Dezember 2021 keine amtlichen Planungsinformationen zur Umsetzung des „TEE 2.0“ vor.

## Trivia
- Das TEE-System war Bestandteil der 25-minütigen Folge „Bitte die Fahrkarten“ der deutschen Krimiserie Hamburg Transit, die am 13. April 1973 ausgestrahlt wurde. Auch das Zugsekretariat war darin zu sehen.
- Am 5. Oktober 2006 erschien bei der Deutschen Post im Rahmen einer Wohlfahrtsmarkenserie aus vier Briefmarken eine Marke mit der Abbildung des VT 11.5 zu 55 + 25 Eurocent.
- Die eingangs erwähnte häufig anzutreffende falsche Schreibweise wird bisweilen dem Trans Europa Express genannten Musikalbum sowie dessen gleichnamigen Titellied zugeschrieben, das die deutsche Gruppe Kraftwerk im Jahr 1977 veröffentlichte. Jedoch wurde bereits zu Beginn, zum Beispiel in einem Radiobeitrag, fälschlicherweise vom Trans-Europa-Express gesprochen, weswegen davon auszugehen ist, dass dieser Fehler seit jeher anzutreffen ist.[1]
- Ebenfalls 1977 entstand zwischen Emmerich und Basel SBB in einem regulär verkehrenden TEE Rheingold (TEE 6/7) der Spielfilm Rheingold von Niklaus Schilling.
- Die Folge 36 der deutschen Krimiserie Derrick trug den Namen Mord im TEE 91.
- Mit der Eurofima-C1-Lackierung führten 1975 fünf der acht am Projekt TEE beteiligten Staatsbahnen erneut eine länderübergreifende Einheitslackierung für am internationalen Verkehr beteiligte Fahrzeuge ein, sie hatte die TEE-Lackierung von 1957 zum Vorbild und löste diese teilweise ab. In Deutschland wurde die TEE-Lackierung ab Ende der 1970er Jahre leicht modifiziert (Fensterband elfenbein statt beige, Dach umbragrau, Schürzen rot statt schwarzgrau) und erst 1986 durch die Einführung der sogenannten Produktfarben der Deutschen Bundesbahn abgelöst.

## Film
- SWR: Eisenbahn-Romantik – Der TEE (Folge 17)
- SWR: Eisenbahn-Romantik – Zwischen Länderzauber und TEE-Träumen (Folge 537)
- Trans-Europ-Express, französisch-belgischer Spielfilm von Alain Robbe-Grillet aus dem Jahr 1966